# Zoological Society of London

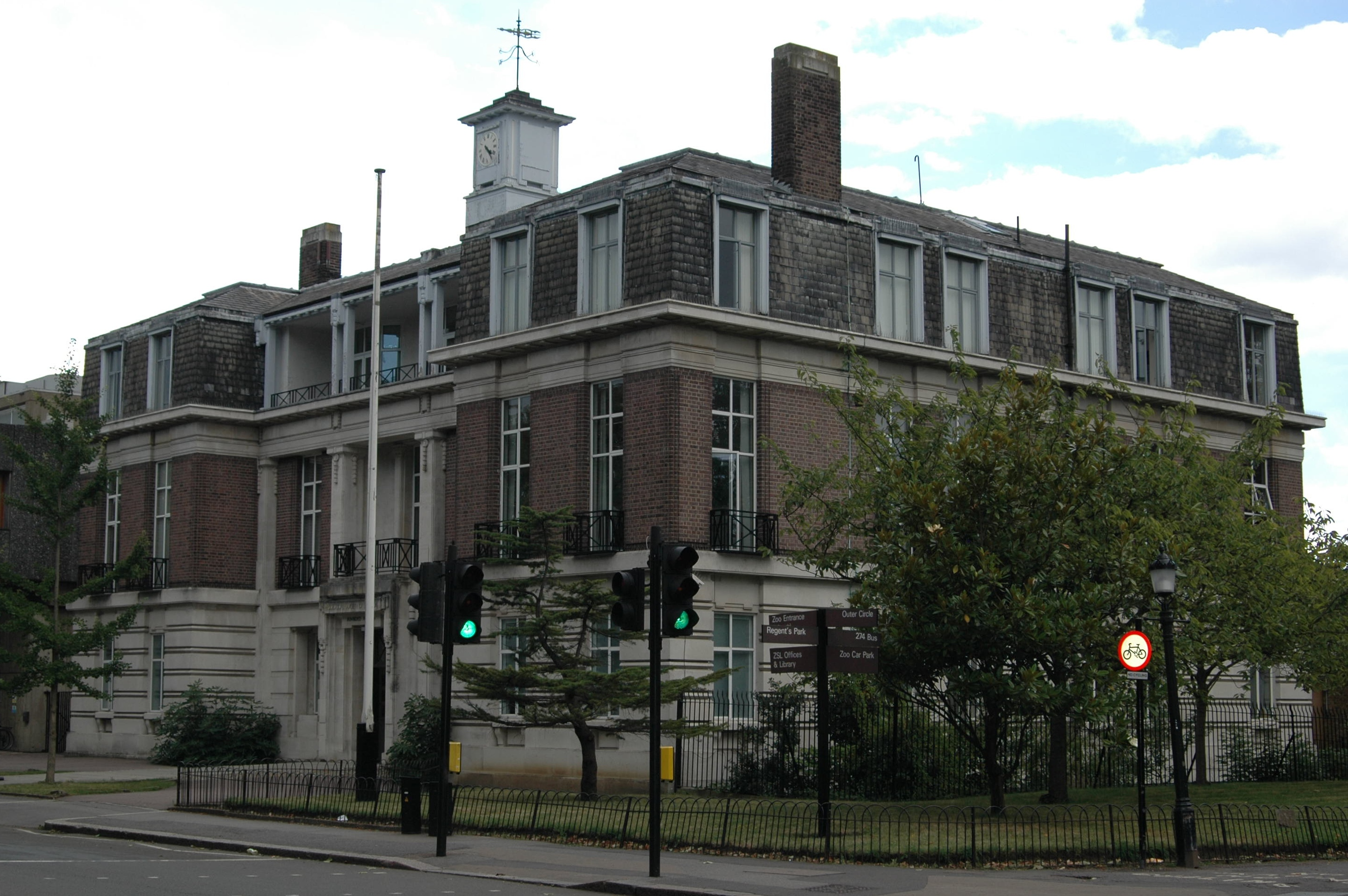
Zoological Society of London (ZSL), Hoofdgebouw

De Zoological Society of London (ZSL) is een door natuuronderzoekers in april 1826 in Londen gesticht wetenschappelijk genootschap. De eerste voorzitter was medeoprichter Thomas Raffles. 
Het genootschap werd opgericht met als doelstelling om dieren in relatieve vrijheid te kunnen bestuderen. In 1828 opende de ZSL daarom haar eigen tuinen en drie jaar later kwam er een eigen menagerie. Deze zou later uitgroeien tot de London Zoo. Het gebied van de ZSL werd in 1926 uitgebreid met Hall Farm, een boerderij met 2.4 km² grond bij Whipsnade.
Het genootschap bestaat nog steeds en speelt een belangrijke rol binnen de (biologische)  wetenschap, de bescherming van diersoorten, onderwijs en voorlichting. Zo levert het de data voor het tweejaarlijkse Living Planet Report, waarin het World Life Fund de ontwikkeling van de biodiversiteit bijhoudt.
Het genootschap exploiteert de London Zoo, Whipsnade Zoo en het (ook voor publiek toegankelijke) aquarium Biota!. Verder gaf het genootschap de Zoological Record uit, een index van alle publicaties op dierkundig gebied die in 1980 werd voortgezet als BIOSIS en weer later (2008) werd overgenomen door Thomson Reuters. Verder geeft het ZSL onder andere de tijdschriften Proceedings of the Zoological Society of London, Journal of Zoology en Animal Conservation uit.

## Afbeeldingen

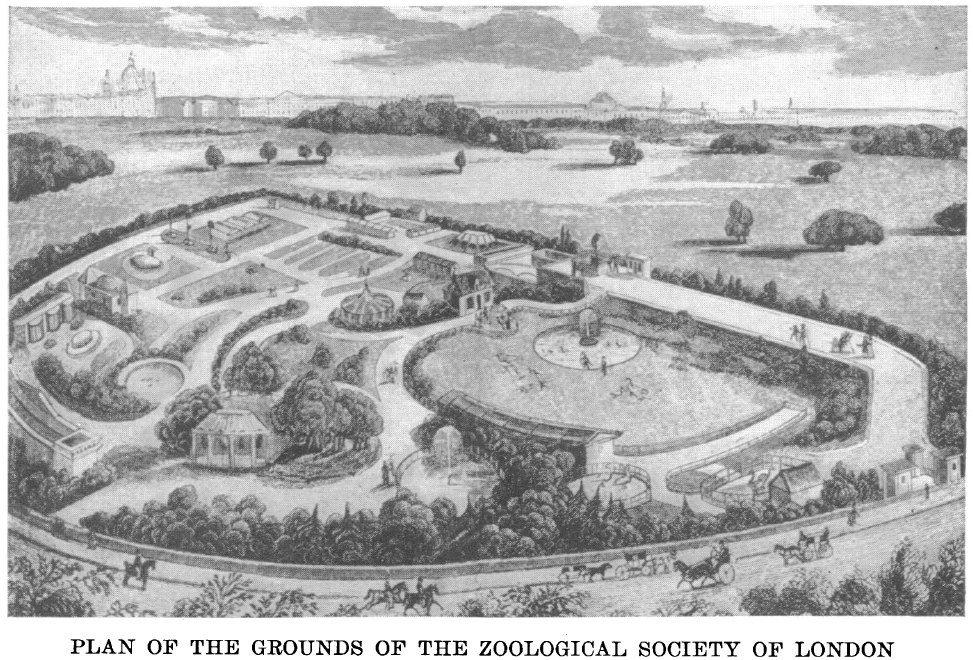
Zoological Society of London
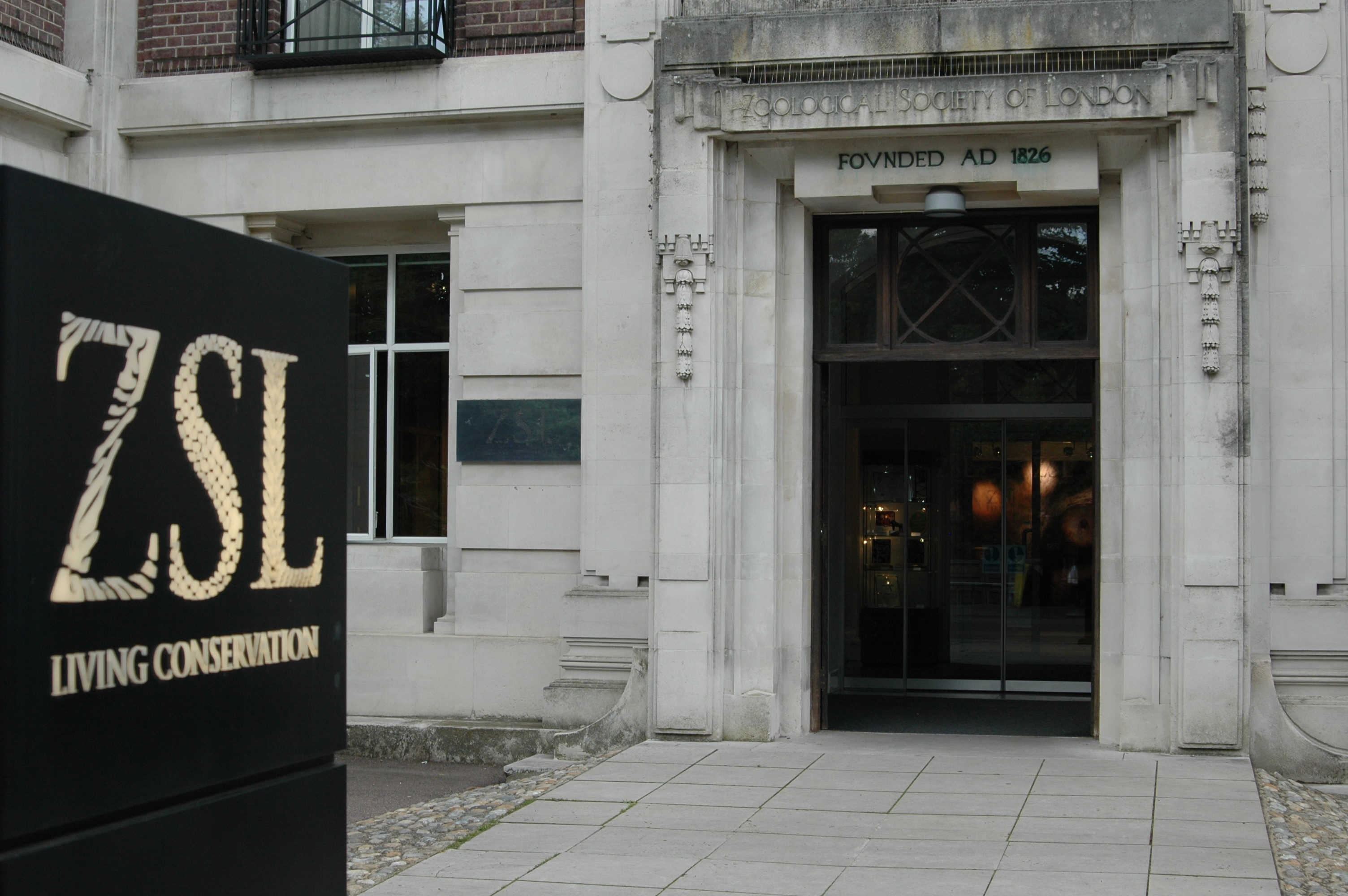
Zoological Society of London (ZSL), Ingang Hoofdgebouw